# Plectrude
Plectrude (... – dopo il 717) fu moglie del Maggiordomo di palazzo di tutti i regni Franchi, Pipino di Herstal.

## Origine
Secondo alcune fonti, era figlia di Ugoberto, siniscalco di Clodoveo III e conte palatino nel 697, e di sant'Erminia, fondatrice e prima badessa del monastero di Oehren, nei pressi di Treviri.

## Biografia
La famiglia da cui proveniva era una delle più potenti d'Austrasia, infatti possedeva parecchi feudi nella zona tra Treviri e Colonia.
Secondo l'anonimo continuatore del cronista Fredegario, che la definì nobile e molto assennata, tra il 670 ed il 675, Plectrude sposò il maggiordomo di palazzo di tutti i regni dei Franchi, Pipino di Herstal o Pipino II, figlio del Maggiordomo di palazzo di Austrasia e consigliere di Sigeberto III, Ansegiso (a sua volta figlio del vescovo di Metz Arnolfo e di Doda, figlia del vescovo di Metz, Arnoaldo) e di Begga, figlia di Pipino di Landen o Pipino I (figlio di Carlomanno, maggiordomo di palazzo in Neustria per il re Clotario II), e di sua moglie Itta, cui diede due figli: Drogone e Grimoaldo.
Poco prima del 690, Pipino II si sposò per la seconda volta, in condizione di bigamia, che alcuni cronisti considerano concubina, con Alpaide che gli diede un figlio: Carlo poi detto Martello (ca. 690- aprile 741), futuro maggiordomo di palazzo di tutti i regni dei Franchi.
Alla morte del marito Pipino, nel dicembre del 714, Plectrude divenne la tutrice del nipote Teodoaldo, che, dopo la morte dello zio Drogone ed il padre Grimoaldo, era già maggiordomo di Neustria e Burgundia aveva ricevuto in eredità dal nonno anche l'Austrasia e quindi il titolo di Maggiordomo di tutti i regni Franchi; inoltre prese sotto la sua protezione il giovane re merovingio Dagoberto III, che aveva intenzione di nominare Ragenfrido maggiordomo di Neustria. Fece anche imprigionare a Colonia, il figliastro, Carlo Martello, che aspirava ad essere maggiordomo d'Austrasia.
In Neustria si iniziò una sedizione contro Teodoaldo e raccolto un esercito, nella foresta Cotia, vicino a Compiègne, i neustriani si scontrarono con lo smisurato esercito austrasiano di Teodebaldo che si diede alla fuga.  Iniziò così, nel regno dei Franchi, un periodo di turbolenza e di guerra civile.
In Neustria fu nominato maggiordomo Ragenfrido che raccolto l'esercito marciò sino alle sponde della Mosa, devastando la regione, poi strinse un'alleanza col re di Frisia Redboldo. In quegli stessi giorni, Carlo Martello riuscì a liberarsi dalla prigionia.
Nel 715, il re Dagoberto III morì, all'età di 16 anni, dopo cinque anni di regno, e Ragenfrido riuscì a far nominare re di Neustria il già maturo merovingio, figlio di Childeberto II, Chilperico II, che era stato relegato in un monastero col nome di Daniele; e Chilperico confermò Ragenfrido maggiordomo di Neustria; Ragenfrido col suo alleato Redboldo invasero l'Austrasia e Colonia, dove Plectrude si era rinchiusa col nipote Teodealdo, venne posta sotto assedio.
Carlo tentò, nel 716, di liberare Colonia, ma dopo aver subito ingenti perdite (Battaglia di Colonia) si dovette ritirare. Così Plectrude ed il nipote confermarono sia Chilperico II re dei franchi che Raginfredo maggiordomo di Neustria, e gli cedettero parte dell'Austrasia e della Borgogna. Carlo nel frattempo era stato nominato maggiordomo d'Austrasia dalla nobiltà.
Ad Amblava però, sulla via del ritorno, Chlperico II e Raginfredo furono sopraffatti da Carlo, che successivamente li inseguì e, nel 717, li sconfisse a Viciago, inseguendoli sino a Parigi, riuscendo così a liberare l'Austrasia.
Dopo aver liberarato l'Austrasia, Carlo rientrò a Colonia da vincitore, Plectrude dovette cedergli tutti i poteri ed i titoli che erano stati di suo padre. Di conseguenza Plectrude perse ogni influenza politica, si ritirò in convento e dopo pochi mesi morì.
Plectrude fu inumata a Colonia, nella chiesa di Santa Maria in Campidoglio.

## Figli
Plectrude a Pipino II diede due figli:
- Drogone (?- marzo 708), maggiordomo di palazzo di Burgundia[10] e duca di Champagne[11]
- Grimoaldo (?- aprile 714), maggiordomo di palazzo di Neustria, poi anche di Borgogna ed erede di Pipino.

### Fonti primarie
- (LA)  Fredegario, FREDEGARII SCHOLASTICI CHRONICUM CUM SUIS CONTINUATORIBUS, SIVE APPENDIX AD SANCTI GREGORII EPISCOPI TURONENSIS HISTORIAM FRANCORUM.
- (LA)  Annales Xantenses.
- (LA)  Monumenta Germaniae historica: Domus Carolingicae genealogia.
- (LA)  Monumenta Germaniae historica: Chronicon Moissiacensis.
- (LA)  Rerum Gallicarum et Francicarum Scriptores, tomus tertius.

### Letteratura storiografica
- Christian Pfister, La Gallia sotto i Franchi merovingi. Vicende storiche, in Storia del mondo medievale - Vol. I, Cambridge, Cambridge University Press, 1978,  pp. 688-711.